# Шоссе (Орловская область)
Шоссе́ — посёлок в Кромском районе Орловской области России. Административный центр Гостомльского сельского поселения.

## География
Посёлок находится на берегу реки Гостомка, на расстоянии 15 км к югу от посёлка городского типа Кромы, административного центра района, и 51 км к юго-западу от города Орёл, административного центра области.

### Часовой пояс
Посёлок Шоссе, как и вся Орловская область, находится в часовой зоне МСК (московское время). Смещение применяемого времени относительно UTC составляет +3:00.

## Население
| 2002 | 2010 |
| ---- | ---- |
| 276  | ↘260 |

### Национальный состав
Согласно результатам переписи 2002 года, в национальной структуре населения русские составляли 91 % из 276 чел.